# Поуп, Джон
Джон Поуп (англ. John Pope; 16 марта 1822 — 23 сентября 1892) — офицер армии США и генерал войск Союза в Гражданской войне в США. Он не слишком долго, однако весьма успешно воевал на Западном театре военных действий, но более всего известен, тем не менее, из-за поражения во второй битве при Бул-Ране.
Поуп был выпускником Военной академии США, которую окончил 17-м по успеваемости в выпуске 1842 года. Он участвовал в Американо-мексиканской войне и имел множество назначений, в том числе в качестве инженера-топографа и картографа во Флориде, Нью-Мексико и Миннесоте. Он провёл большую часть десятилетия перед Гражданской войной, занимаясь топографической съёмкой возможных южных маршрутов предполагаемой первой трансконтинентальной железной дороги.
После начала войны Поуп одним из первых получил звание бригадного генерала войск Союза, возглавив добровольцев, и служил сначала под началом генерал-майора Джона Фримонта, с которым был в довольно сложных отношениях. Он достиг своего первого военного успеха против бригадного генерала Конфедерации Стерлинга Прайса в штате Миссури, а затем возглавил успешную кампанию, в ходе которой захватил «Остров № 10» на реке Миссисипи.
Успехи Поупа вдохновили администрацию Линкольна на его перевод на проблемный Восточный театр военных действий для командования новообразованной армии Вирджинии. Он первоначально был сильно отчуждён от своих солдат и офицеров, публично клевеща на них и сравнивая с солдатами Запада. Он начал контрнаступление против армии Конфедерации генерала Роберта Ли, в котором пал жертвой стратегического манёвра сил генерал-майора Томаса Джексона в своём тылу. Во втором сражении при Бул-Ране он сосредоточил своё внимание на атаке сил Джексона, в то время как другие корпуса Конфедерации под командованием генерал-майора Джеймса Лонгстрита произвели разрушительное наступление на его фланге, обратив его армию в бегство. Поуп впоследствии снимал с себя вину за поражение, несправедливо обвиняя бригадного генерала Фицджона Портера в неподчинении его приказам. Портер был реабилитирован в 1879 году, что навлекло огромный общественный позор на Поупа.
После Манассаса Поуп был отправлен далеко от Восточного театра военных действий — в Миннесоту, где командовал вооружёнными силами США в Дакотской войне 1862 года с индейцами. Он был назначен руководителем департамента штата Миссури в 1865 году и был видным активистом во время реконструкции в Атланте. Впоследствии активно участвовал в Индейских войнах, особенно против апачей и сиу.

## Ранняя жизнь
Поуп родился в Луисвилле, штат Кентукки, в семье Натаниэля Поупа, известного федерального судьи в недавно образованной территории Иллинойс и друга адвоката Авраама Линкольна. Он был зятем Мэннинга Форса и дальним родственником сестры Мэри Линкольн Тодд. Поуп окончил Военную академию США 17-м по успеваемости в выпуске 1842 года, и получил звание второго лейтенанта военных инженеров-топографов.
Он служил во Флориде и участвовал в топографических работах по определению северо-восточной границы между США и Канадой. Он воевал под началом Закари Тейлора в битве при Монтеррее и битве при Буэна-Виста в Американо-мексиканской войне, за участие в которых получил временные повышения до первого лейтенанта и капитана соответственно. После войны Поуп работал землемером в штате Миннесота. В 1850 году занимался судоходством на реке Ред-Ривер. Он служил в качестве главного инженера департамента Нью-Мексико с 1851 по 1853 год и остаток лет до начала войны занимался топографической съёмкой на месте предполагаемого маршрута будущей Тихоокеанской железной дороги.

## Гражданская война
Поуп служил на маяке, когда Авраам Линкольн был избран президентом, и был одним из четырёх офицеров, избранных для сопровождения избранного президента в Вашингтон. Ему было предложено служить у Линкольна в качестве адъютанта, но 14 июня 1861 года он бригадным генералом добровольцев, и ему было приказано набирать добровольцев в Иллинойсе.
В июле Поуп принял на себя командование северным и центральным районами Миссури (в Западном Департаменте, которым командовал Джон Фримонт), имея оперативный контроль над частью реки Миссисипи. У него были весьма непростые отношения с Фримонтом, и он вёл закулисные интриги, чтобы добиться его отстранения от командования. Фримонт был убеждён, что Поуп имеет предательские намерения по отношению к нему, доказывая это отсутствием действий со стороны Поупа в последующих планах по наступлению Фримонта в штате Миссури. Поуп вынудил конфедератов под командованием Стерлинга Прайса отступить на юг, захватив 1 200 пленных в незначительном сражении при Блэкуотере, штат Миссури, 18 декабря. Поуп, который зарекомендовал себя как хвастун в начале войны, был в состоянии заинтересовать прессу своей небольшой победой, которая привлекла к нему внимание генерал-майора Генри Халлека, заменившего Фримонта.
Халлек назначил Поупа командовать армией Миссисипи (и округом Миссисипи, департамент Миссури) 23 февраля 1862 года. С силами в 25 000 человек ему было приказано очистить от сил Конфедерации район реки Миссисипи. Он совершил неожиданный поход на Нью-Мадрид, Миссури, и захватил его 14 марта. Затем он организовал кампанию по захвату острова № 10, сильно укреплённого поста, где несли службу 12 000 солдат и где было 58 орудий. Инженеры Поупа засыпали канал, что позволило ему обойти остров, а затем — при содействии канонерских лодок капитана Эндрю Фута — его солдаты высадились на противоположном берегу, что блокировало защитников острова. Гарнизон острова сдался 7 апреля 1862 года, освобождая для Союза навигацию по Миссисипи на юг до Мэмфиса.
Выдающиеся успехи Поупа на Миссисипи принесли ему повышение до генерал-майора от 21 марта 1862 года. Во время осады Коринфа он командовал левым крылом армии Халлека, но вскоре был вызван на восток Линкольном. После неудачного завершения Джорджем Макклеланом Кампании на полуострове Поуп был назначен командовать Вирджинской армией, собранной из разрозненных сил в долине Шенандоа и Северной Вирджинии. Это назначение разъярило Фримонта (который был старше Поупа по званию), который подал в отставку.
Поуп пришёл к новой армии с сильной самоуверенностью и презрительным отношением к солдатам, что было оскорбительным для них.
Партизан-южанин Джон Мосби впоследствии писал, что слова Поупа о том, что надо смотреть вперед, а не назад, навели его на мысль о партизанском рейде по его тылам:

Когда я прочитал, что Поуп предлагает заниматься фронтом и предоставить тылу самому о себе позаботиться, я увидел редкую возможность, о которой долго мечтал. Он открывал многообещающие перспективы для партизанской войны и предлагал, фактически дарил, возможность этим воспользоваться. Кавалерия в Ричмонде ничем не была занята кроме пикетной службы, … так что я попросил Стюарта дать мне дюжину кавалеристов, чтобы сжать рожь там, где не хватает жнецов и сделать для Поупа то, что он не делает сам — позаботиться о его тыле и коммуникациях.
Оригинальный текст (англ.)– When I read what Pope said about looking only to his front and letting his rear take care of itself, I saw that the opportunity for which I had longed had come. He had opened a promising field for partisan warfare and had invited, or rather dared, anybody to take advantage of it. The cavalry at Richmond was doing nothing but picket duty, and "quiet to quick bosoms is a hell." So I asked Stuart for a dozen men to make the harvest where the laborers were few, and do for Pope what he would not do for himself, take care of his rear and communications for him.
— Мемуары Джона Мосби
Несмотря на свою браваду и получение под командование части Потомакской армии, которой ранее командовал Макклелан (что пополнило Вирджинскую армию до 70 000 солдат), агрессивность Поупа превысила его стратегические возможности — в частности тогда, когда он столкнулся с армией генерала Конфедерации Роберта Ли. Ли, почувствовав нерешительность Поупа, разделил свою меньшую по численности (55 000 человек) армию, отправив силы под командованием генерал-майора Томаса Джексона (24 000 человек) на осуществление диверсии у Кедровой горы, где Джексон разбил войска генерала Натаниэля Бэнкса. Как только Ли начал наступать на Поупа силами оставшейся у него части армии, Джексон отправил свои войска на север и захватил главную базу снабжения Поупа в станции Манассас. Удивлённый Поуп, не будучи в состоянии обнаружить главные силы Конфедерации, попал в ловушку во втором сражении при Бул-Ране. Его люди выдержали совместную атаку Джексона и Ли 29 августа 1862 года, а на следующий день генерал-майор Джеймс Лонгстрит(одноклассник Поупа по Вест-Пойнту) предпринял неожиданную фланговую атаку, и армия Союза, потерпев сокрушительное поражение, была вынуждена отступить. Поуп усугубил свою непопулярность среди солдат, обвинив в поражении генерал-майора Фицджона Портера, не подчинившегося его приказу, который был признан виновным военно-полевым судом.
Сам Поуп был освобождён от командования 12 сентября 1862 года, и его армия воссоединилась с Потомакской армией под командованием Макклелана. Он провёл остаток войны в Северо-западном Департаменте в Миннесоте, командуя американскими войсками в Дакотской войне 1862 года с индейцами. Месяцы, проведённые им в кампании на западе, сделали своё дело для его карьеры, потому как он был назначен в командование Военной коллегии Миссури (впоследствии названной Департаментом Миссури) 30 января 1865 года и получил временное повышение до генерал-майора в регулярной армии от 13 марта 1865 года за успешный захват острова № 10.
Вскоре после того, как Роберт Ли капитулировал в Аппоматтоксе, Поуп написал письмо Эдмунду Кирби Смиту, предлагая конфедератам в штате Луизиана капитулировать на тех же условиях, на каких Грант позволил это сделать Ли. Он сказал Кирби Смиту, что дальнейшее сопротивление бесполезно, и призвал генерала избежать ненужного кровопролития, разрухи и нищеты, приняв условия капитуляции. Смит, однако, отверг предложение Поупа. Пять недель спустя генерал Конфедерации Симон Боливар Бакнер подписал капитуляцию в Новом Орлеане.

## Послевоенные годы
В апреле 1867 года Поуп был назначен губернатором Реконструкции третьего военного округа и сделал своей штаб-квартирой Атланту, отдав распоряжения, которые позволили афроамериканцам войти в состав правления; он приказал мэру Джеймсу Уильямсу оставаться на своём посту ещё год, отложил выборы и запретил городскую рекламу в газетах, что было не в пользу Реконструкции. Президент Эндрю Джонсон отстранил его от командования 28 декабря 1867 года, заменив его на Джорджа Мида.
Поуп вернулся на запад и с отличием служил во время Апачской войны. Он приобрёл себе политических врагов в Вашингтоне, высказываясь о том, что индейские резервации управлялись бы более эффективно, будь они в ведении военных, а не коррумпированного Бюро по делам индейцев. Он породил споры, призывая к лучшему и более гуманному отношению к коренным американцам. Вместе с тем записано множество его высказываний во время Индейских войн, где он призывает истреблять индейцев самым жестоким образом.
Репутации Поупа был нанесён серьёзный удар в 1879 году, когда Комиссия по расследованию во главе с генерал-майором Джоном Шофилдом пришла к выводу, что Фицджон Портер был несправедливо осуждён и что главная ответственность за потери во втором сражении при Бул-Ране лежит на Поупе. В докладе говорилось, что Поуп вёл себя безрассудно и совершенно не располагал информацией о ситуации перед боем, а действия Портера, воспринятые им как неповиновение, на самом деле спасли армию от полного разгрома.
Джон Поуп был повышен до генерал-майора регулярной армии в 1882 году и вышел в отставку в 1886 году. Он умер в солдатском доме в Огайо возле Сандаски, Огайо. Он похоронен на кладбище Беллефонтейн, Сент-Луис, Миссури.